# Anna Abrahamsson
Anna Selinda Abrahamsson (f. 1990) er en finlandssvensk ungdomspolitiker fra Svensk Ungdom, som fra 2015-2016 var præsident i Ungdommens Nordiske Råd.